# Rejectaria carapa
Rejectaria carapa är en fjärilsart som beskrevs av Felder 1874. Rejectaria carapa ingår i släktet Rejectaria och familjen nattflyn. Inga underarter finns listade.